# پیک‌نیک (فیلم ۱۹۵۵)
پیک‌نیک (به انگلیسی: Picnic) فیلمی تکنی کالر در سبک کمدی ـ درام و رمانتیک به کارگردانی جاشوا لوگن با بازی ویلیام هولدن محصول سال ۱۹۵۶ است.